# SING LIKE TALKING
SING LIKE TALKING （シング・ライク・トーキング）は、日本のクロスオーバー系バンドである。

## 概要
佐藤竹善と藤田千章のソングライターチームを中心として1985年に結成。1987年に現在のメンバー構成になり、1988年デビュー。
デビュー当初から地道にライブを重ね、1993年・1994年にアルバム『ENCOUNTER』、『togetherness』でオリコン初登場1位を獲得。2000年代後半に長い休止期間があったものの、2018年にはデビュー30周年を迎えた。
1990年代は、ロッド・アントゥーン（『III』〜『ENCOUNTER』）、キャット・グレイ（『togetherness』〜『Welcome To Another World』）をプロデューサーに迎え、ソウル・ファンク・ジャズ・ラテン・フュージョンなどの様々な音楽を貪欲に取り込んだ。日本のみならず海外のスタジオ・ミュージシャンも迎えている。
多くの曲で作詞・作曲クレジットが藤田と佐藤の共作になっている。これは、佐藤がデモテープを作る際に曲にラフな英語を付けたものを藤田に提出、それを元に藤田が非常に独特な歌詞を描くというスタイルを取っているためである。

## メンバー
※現メンバーの担当の表記は、公式プロフィールに準拠。
| 名前                            | 担当                       | 備考 |
| ------------------------------- | -------------------------- | --- |
| 佐藤 竹善 （さとう ちくぜん）   | ボーカル ギター キーボード | - 1963年5月5日（62歳） - 楽曲の作詞、作曲も手掛けている。 - 神奈川大学法学部中退。 |
| 藤田 千章 （ふじた ちあき）     | キーボード シンセサイザー  | - 1963年12月26日（61歳） - 楽曲の作詞、作曲も手掛けている。 - ソロ活動として『サモンナイトシリーズ』のゲーム音楽を手掛けている。 - 2018年より、尚美学園大学の芸術情報学部音楽表現学科の准教授に就任。2024年より同教授。 - 明治学院大学卒業。 |
| 西村 智彦 （にしむら ともひこ） | ギター                     | - 1964年1月25日 - 2025年6月5日（61歳没） - 楽曲の作曲も手掛けている。 - 武蔵野音楽学院卒。 - 他のミュージシャンのサポート活動も行っている。                                                                                                  |
| 元メンバー                      |                            | |
| 阿部 鼓太郎 （あべ こたろう）   | ベース                     | |
| 佐藤 誠吾 （さとう せいご）     | ドラムス                   | - グループを離れた後もスタジオ・ミュージシャンとして活動していたが、父親の病気をきっかけに地元の北海道に帰省し、実家である建設会社を継いだ。 - 後に会社経営の傍ら音楽活動を再開している。                                                    |
| 佐藤 達郎 （さとう たつろう）   | プログラミング             | - 後に「Dancin' With Your Lies-I'm Hot Version-」でスクラッチを担当。 - 現在はEXILEスタッフ。 |

## 経歴
「514バンド」を前身 として、1985年末に結成。結成当時のメンバーは佐藤竹善、藤田千章、西村智彦、阿部鼓太郎、佐藤誠吾、佐藤達郎。
当初はバンド名は決まっていなかったが、翌1986年に「ヤングジャンプ・サウンド・コンテスト '86」にエントリーする際に、佐藤竹善が「SING LIKE TALKING」と暫定的に命名。この風変わりな名前は、佐藤が偶然見て印象に残っていた李麗仙のテレビインタビューに出たテロップ「彼女の演技は歌うように語り、語るように歌う」に由来している。なお、後に設立したファンクラブの名前は「Talk Like Singing」である。
1986年12月に、日本青年館で行われた同コンテストの全国大会で「TRY AND TRY AGAIN」を演奏し、グランプリを獲得。審査員の一人でファンハウスのプロデューサー・武藤敏史に見い出され、翌1987年1月にファンハウスと契約。武藤の指導で、他ミュージシャンへの楽曲提供、コーラス参加 などの修行期間に入る。同年末、デビューアルバムのレコーディングを始める直前に、阿部鼓太郎、佐藤誠吾、佐藤達郎が「SLTの音楽性からみて、作家陣と歌い手以外はスタジオ・ミュージシャンで制作してはどうか」というレコード会社の判断によりメンバーから離脱。当初レコード会社は西村も離脱させる事も検討されていたが、佐藤と藤田による「西村のギターは絶対に必要だ」という必死の説得により留まる。
1年弱を要したレコーディングの後、1988年9月30日にファンハウスからシングル『Dancin' With Your Lies』でデビュー。同年11月1日発売のデビュー・アルバム『TRY AND TRY AGAIN』のCD帯にはレコーディングの際に知己を得たミックスエンジニアのミック・グゾウスキーによる「英語で歌えばグラミー賞が取れる」という趣旨の推薦文、更にはミックの仲介でSLTを聴くことになったTOTOのドラマー、ジェフ・ポーカロによる「日本にこんな凄いバンドが現れるとは思わなかった、是非一緒にライブをやりたい」といった趣旨の推薦文が載り、実際にデビュー・ライブの2日間にTOTOのジェフ・ポーカロ（ドラムス）、ネイザン・イースト（ベース）がサポート・ミュージシャンとして参加した。しかし、観客の殆んどがTOTOファンという事態になり、逆に「完全アウェー」 の気分だったという。このデビューライブで演奏したスティーヴィー・ワンダーのカバー「STAY GOLD」が後にベスト・アルバムの『REUNION』（1992年）に収録されている。1992年のジェフ・ポーカロ急死の際には、追悼シングル『My Desire 〜冬を越えて〜』をリリースしている。
1996年4月1日に初の日本武道館公演を行い、その際にはDIMENSION、ティポグラフィカ、空と海と風と…などのフュージョン系ミュージシャンがサポートで参加している。このライブは後にビデオ・DVD『Amusement Pocket at 日本武道館 4.1.1996』として発売されている。
1998年秋からメンバーのソロ活動が活性化し、バンドとしての作品のリリースは激減。活動再開後にはロック色を前面に押し出したサウンドに変貌を遂げ、2000年、2年ぶりとなるシングル「One Day」を発表。翌年2001年に復帰作『METABOLISM』を発表。
2002年秋、ファンハウスからユニバーサルミュージックに移籍。
2003年秋に『RENASCENCE』を発表し、それに伴うツアー終了後、ソロ活動のために、バンドとしての活動を休止していたが、2010年に正式に活動を再開した。2010年の復帰以降は90年代の音楽性に回帰した内容の楽曲を展開した。
2011年3月、8年ぶりのシングル『Dearest』を発売したが、その直後に東北地方太平洋沖地震が発生し、アルバム『Empowerment』のリリースが5月に延期された。
2013年、デビュー25周年。6月5日にiTunes Storeにて、これまでに発売されたオリジナル・アルバム11作品、ベスト・アルバム3作品の配信が開始された。
2015年2月11日、デビュー25周年を記念したベスト・アルバム『Anthology』を発売。4thアルバム『0 (ラブ)』から13thアルバム『Befriend』までの中から厳選された曲をリマスター、そして新曲4曲を加えたSING LIKE TALKING初のオールタイムセレクションアルバムである。
2016年3月〜4月、「SING LIKE TALKING Fan Meeting 2016 〜LIVE MOVIE-Strings of the night-」完成披露試写会〜開催。「LIVE MOVIE-Strings of the night- Premium Live 27/30〜シング・ライク・ストリングス〜at 人見記念講堂」の完成を記念して、SING LIKE TALKINGのメンバーが全国5都市（仙台、大阪、名古屋、福岡、東京）を周るファンミーティングイベントが開かれた。
2017年9月20日、同年10月25日に発売されたニューシングル『闇に咲く花 〜The Catastrophe〜』についての詳細がオフィシャルサイトにて公表される。この作品は、外国人歌手であるサラ・オレインとのデュエット作品であり、10月5日より放送が開始された深夜ドラマ『ブラックリベンジ』の主題歌となった。カップリングには、西村智彦作曲のインスト「Howl!」と、Kan Sanoによる「Dawn Remix」と、Michael Kanekoによる「Latin Remix」が収録されている。
2018年、デビュー30周年。9月30日に、かつてデビューライブを開催した渋谷 CLUB QUATTROにてデビュー30周年を記念したエキシビション「-QUATTRO STANDARDS EXTRA- SING LIKE TALKING 30th Anniversary Exhibition」が開催された。
2020年、BMGファンハウス在籍時代に発表した楽曲を、DJやセレクターが1枚のアナログ盤にコンパイルする企画「Reveal SING LIKE TALKING on VINYL」がスタート。その第1弾として7月15日に、韓国の音楽プロデューサー兼DJ・Night Tempoが選曲を担当した『SING LIKE TALKING 「Reveal SING LIKE TALKING on VINYL Vol.1 Compiled by Night Tempo』がリリース。9月にはライブツアー「Amusement Pocket 2020」を東名阪で開催予定であったが、新型コロナウイルス感染拡大防止のため中止となった。代わりに8月29日と9月5日に無観客配信ライブ「Deliver You」を開催した。
2021年、3月10日に露崎春女をフィーチャーしたニューシングル「春雷」をリリース。3月13日、14日、19日には、東名阪ホールツアー「Deliver You REAL」を有観客で開催。8月4日に有坂美香、露崎春女をコーラスにフィーチャーしたニューシングル「Child In Time」をリリース。そして9月4日と5日には主催野外ライブイベント「Sing Like Talking presents Picnic Music ’21」が秩父ミューズパークにて開催予定であったが、7月に西村が緊急入院したため開催中止となった。
2023年、デビュー35周年。4月2日に中野サンプラザで「ありがとうサンプラ・おかえりニシムラ」を開催。Sing Like Talkingが1991年より使用してきた当会場での最後のライブでもあり、2021年よりステージIVの咽頭がんのため療養中だった西村の2年ぶりの復帰ライブでもあった。9月17日には大阪、9月30日・10月1日には東京にて、35周年記念ライブ「OFF THE CHAIN」をBIG HORNS BEE（9月30日除く）をフィーチャーして開催。9月30日は中止となった前述のイベント「Sing Like Talking presents Picnic Music ’21」を新たに「"FRIENDS!"」と題したライブが開催され、押尾コータロー、小田和正、TOKU、Tres joyeux (金原千恵子・笠原あやの)、宮沢和史、森口博子、渡辺美里ら、2年前のゲスト出演予定アーティストが全員集結した。
2025年6月5日、西村智彦が死去。

## ディスコグラフィ

### シングル
| #    | リリース日     | タイトル                                           | C/W                                                                                  | 規格     | 販売生産番号 |
| ---- | -------------- | -------------------------------------------------- | ------------------------------------------------------------------------------------ | -------- | ------------ |
| 1st  | 1988年9月30日  | Dancin' With Your Lies                             | Dancin' With Your Lies (Mega Mix)                                                    | 8cmCD    | 10FD-5036    |
| 2nd  | 1989年1月25日  | Try And Try Again                                  | 11月の記憶                                                                           | 8cmCD    | 10FD-5070    |
| 3rd  | 1989年6月25日  | City On My Mind                                    | HOPE II                                                                              | 8cmCD    | 00FD-4016    |
| 4th  | 1989年11月25日 | 心のEvergreen                                      | Friend                                                                               | 8cmCD    | 00FD-4024    |
| 5th  | 1990年4月25日  | Find It (In Your Heart) 〜初夏の印象〜             | Time of Love                                                                         | 8cmCD    | FHDF-1022    |
| 6th  | 1991年2月1日   | Steps Of Love                                      | 迷いの要塞（とりで）〜Heart to Heart                                                 | 8cmCD    | FHDF-1047    |
| 7th  | 1991年4月25日  | La La La                                           | 願いを込めて                                                                         | 8cmCD    | FHDF-1089    |
| 8th  | 1991年10月25日 | With You                                           | Missin' You (EXTENDED VERSION)                                                       | 8cmCD    | FHDF-1123    |
| 9th  | 1992年2月1日   | Hold On                                            | Sunday Afternoon/きっと何時の日か                                                    | 8cmCD    | FHDF-1154    |
| 10th | 1992年8月19日  | Rise                                               | Slow Love Down/Dancin' With Your Lies (Live)                                         | 8cmCD    | FHDF-1208    |
| 11th | 1992年11月1日  | My Desire 〜冬を越えて〜                           | 飛べない翼                                                                           | 8cmCD    | FHDF-1226    |
| 12th | 1993年2月6日   | 離れずに暖めて                                     | maybe                                                                                | 8cmCD    | FHDF-1249    |
| 13th | 1993年5月2日   | Our Way To Love                                    | 止まらぬ想い (Acoustic Version)                                                      | 8cmCD    | FHDF-1273    |
| 14th | 1993年11月1日  | Standing                                           | In the Rain/I Will                                                                   | 8cmCD    | FHDF-1328    |
| 15th | 1994年2月25日  | Joy                                                | Will                                                                                 | 8cmCD    | FHDF-1352    |
| 16th | 1994年4月27日  | Together                                           | Night Rhythm/幻に恋する日々                                                          | 8cmCD    | FHDF-1380    |
| 17th | 1994年8月5日   | 風に抱かれて                                       | I've Got A Feeling/愛を止められない                                                  | 8cmCD    | FHDF-1401    |
| 18th | 1995年4月26日  | みつめる愛で                                       | 今日の行方 (Live)                                                                    | 8cmCD    | FHDF-1465    |
| 19th | 1995年7月21日  | Keeps Me Runnin'                                   | 心の扉/Waltz#1                                                                       | 8cmCD    | FHDF-1491    |
| 20th | 1995年11月25日 | Spirit Of Love                                     | Burnin' Love                                                                         | 8cmCD    | FHDF-1515    |
| 21st | 1996年6月5日   | The Light Is you                                   | Side Show                                                                            | 8cmCD    | FHDF-1559    |
| 22nd | 1996年8月1日   | Speed                                              | Out of Bounds                                                                        | 8cmCD    | FHDF-1561    |
| 23rd | 1996年11月7日  | Flame                                              | A Transition                                                                         | 8cmCD    | FHDF-1587    |
| 24th | 1997年5月21日  | Seasons Of Change                                  | Graffiti                                                                             | 8cmCD    | FHDF-1630    |
| 25th | 1998年3月4日   | Home Town                                          | Streaming Cloud                                                                      | 8cmCD    | FHDF-1670    |
| 26th | 1998年8月21日  | Firecracker                                        | Our Dream                                                                            | 8cmCD    | FHDF-1691    |
| 27th | 2000年11月8日  | One Day                                            | 見知らぬ空の下で/Modern Times Blues                                                  | 12cmCD   | FHDF-5017    |
| 28th | 2001年6月20日  | My True Colors                                     | 悲しきHumming Bird/宙                                                                | 12cmCD   | FHDF-5029    |
| 29th | 2001年8月29日  | 魔力                                               | 幻月〜A Tragedian〜                                                                  | 12cmCD   | FHDF-5032    |
| 30th | 2002年5月29日  | 回想の詩                                           | 回想の詩(Live)/愛を伝えられる方法は/離れずに暖めて(Live)/Our Way To Love(Live)       | 12cmCD   | FHDF-5124    |
| 31st | 2002年10月11日 | A Crown                                            | Parallel Lines                                                                       | 12cmCD   | UPCH-5124    |
| 32nd | 2003年4月23日  | Borderland/The Love We Make/In The Rhythm          | VIIII=IX                                                                             | 12cmCD   | UPCH-5173    |
| 33rd | 2003年8月13日  | Hello                                              | Money〜It's Loaded〜                                                                 | 12cmCD   | UPCH-5195    |
| 34th | 2011年3月9日   | Dearest                                            | Through The Night (Single Version)                                                   | 12cmCD   | UPCH-5684    |
| 35th | 2013年3月6日   | 89番目の星座                                       | Finally                                                                              | 12cmCD   | UPCH-5787    |
| 36th | 2013年5月15日  | Human                                              | 離れずに暖めて/きみの中に輝くもの                                                    | 12cmCD   | UPCH-5802    |
| 37th | 2015年10月7日  | Longing 〜雨のRegret〜                             | The Ruins〜未来へ〜/Waltz#4                                                          | 12cmCD   | UPCH-5858    |
| 38th | 2016年6月8日   | 風が吹いた日                                       | Hysterical Parade/Prima Donna                                                        | 12cmCD   | UPCH-2081    |
| 39th | 2017年6月7日   | 6月の青い空                                        | 夕凪                                                                                 | 12cmCD   | UPCH-5913    |
| 40th | 2017年10月25日 | 闇に咲く花 〜The Catastrophe〜 feat.サラ・オレイン | Howl!                                                                                | 12cmCD   | UPCH-5927    |
| 41st | 2018年6月27日  | Vox Humana                                         | Too Heavy To March / Vox Humana (Ovall Remix) / Vox Humana (Michael Kaneko Remix)    | 12cmCD   | UPCH-5944    |
| 42nd | 2019年5月29日  | Spiral                                             | Horizon Drive                                                                        | 12cmCD   | POCE-12112   |
|      | 2020年1月22日  | RISE (Analog Edit ver.)                            | Together (Analog Edit ver.)                                                          | 7"Single | MHKL 25      |
| 43rd | 2020年8月26日  | 生まれた理由                                       | サアカスの馬 / Closer〜寒空のaurora〜(Kensuke Okuda Aurora Remix)                    | 12cmCD   | POCE-12151   |
| 44th | 2021年3月10日  | 春雷 feat. 露崎春女                                | No Reason / 春雷 feat. 露崎春女 -Thunderbolt Dub Mix- Remixed by Cunimondo Takiguchi | 12cmCD   | POCE-12163   |
| 45th | 2021年8月4日   | Child In Time                                      | Cellophane / Child In Time (Acoustic Version)                                        | 12cmCD   | POCE-92119   |

### ベスト・アルバム
| #                      | タイトル       | リリース日    | 規格                    | 販売生産番号 | オリコン最高位 |
| ---------------------- | -------------- | ------------- | ----------------------- | ------------ | -------------- |
| セレクション・アルバム | REUNION        | 1992年12月2日 | CD                      | FHCF-2051    | 10位           |
| セレクション・アルバム | REUNION        | 2018年8月22日 | Blu-spec CD2            | BVCL-30045   |                |
| ベスト・アルバム       | SECOND REUNION | 1998年9月30日 | CD（初回盤のみ8cmCD付） | FHCF-2441    | 3位            |
| ベスト・アルバム       | SECOND REUNION | 2018年8月22日 | Blu-spec CD2            | BVCL-30046   | 9位            |
| バラード・ベスト       | ROUND ABOUT    | 2001年6月6日  | 2CD                     | FHCF-2507/8  |                |
| セレクション・アルバム | Anthology      | 2015年2月11日 | 5CD＋DVD                | UPCH-9979    | 15位           |

### リミックス
| #            | タイトル                                    | リリース日    | 規格                  | 販売生産番号 |
| ------------ | ------------------------------------------- | ------------- | --------------------- | ------------ |
| シングル     | Livin' For The Beat (Power Of The Beat Mix) | 1990年8月25日 | 8cmCD（ケースは12cm） | FHDF-1047    |
| シングル     | Together -Remix-                            | 1994年8月25日 | CD                    | FHCF-2174    |
| ミニアルバム | SING LIKE TALKING REMIX                     | 1996年3月11日 | CD                    | FHCF-2281    |
| アルバム     | THE REMIX OF SING LIKE TALKING              | 2000年2月26日 | CD                    | FHCF-2490    |
| シングル     | Spirt of Love -Giant Swing Mix-             | 2000年3月23日 | CD                    | FHCF-5010    |

### 映像作品
| #              | タイトル | リリース日                        | 規格                              | 販売生産番号                                  |  |
| -------------- | --- | --------------------------------- | --------------------------------- | --------------------------------------------- |  |
| ライブ         | AMUSEMENT POCKET at 日本武道館4･1・1996（ビデオチャート2位）                                                        | 1996年7月24日 2003年11月26日(DVD) | VHS, LD, DVD                      |                                               |  |
| ビデオクリップ | TAKE YOU TO MY HEART                                                                                                | 2003年11月26日                    | DVD                               | UPBH-1114                                     |  |
| ライブ         | ライブ帝国 SING LIKE TALKING                                                                                        | 2004年6月23日                     | DVD                               | DEBP-13028                                    |  |
| ライブ         | Amusement Pocket 25/50（音楽DVDチャート3位）                                                                        | 2013年8月28日                     | DVD                               | UPBH-1342                                     |  |
| ライブ         | SING LIKE TALKING "The Sonic Boom Tour 2015"〜LIVE at NHK HALL 5.22.2015〜（FC限定発売）                            | 2015年8月17日                     | DVD                               | PROJ-3006/7                                   |  |
| ライブ         | SING LIKE TALKING LIVE MOVIE -Strings of the night-                                                                 | 2016年9月21日                     | Blu-ray DVD                       | UPXH-1031 UPBH-1413                           |  |
| ライブ         | SING LIKE TALKING Premium Live 28/30 Under The Sky 〜シング・ライク・ホーンズ〜 Live at 日比谷野外大音楽堂 8.6.2016 | 2018年1月3日                      | Blu-ray DVD                       | UPXH-1061 UPBH-1453                           |  |
| ライブ         | SING LIKE TALKING 30th Anniversary Live Amusement Pocket “FESTIVE”                                                  | 2019年6月12日                     | Blu-ray+3CD Blu-ray 2DVD+3CD 2DVD | POXE-92100 POXE-12101 POBE-92100 POBE-12110/1 |  |

### アナログ盤
- Reveal SING LIKE TALKING on VINYL Vol.1 Compiled by Night Tempo（2020年7月15日）  –  韓国の音楽プロデューサー兼DJ・Night Tempo選曲によるアナログ盤。

### その他の主要盤
- What's Next? （1989年8月1日）  –  ファンハウスの若手ミュージシャンによるライブin名古屋デザイン博の記念CD。「Brilliant Time （What's Nextのテーマ）」「Brilliant Time (Short Version)」で編曲を手がけている。
- Graffiti（1998年6月24日）  –  西村智彦の1stソロアルバム。SING LIKE TALKINGのシングルのC/Wとして発表したInstrumentalを収録。
- FAKE LIKE TALKING、FAKE LIKE PLAYING II  –  ファンクラブ限定アルバム。西村智彦によるSING LIKE TALKINGのカバー集。

## 出演

### CM
- 東洋醸造「チューハイ ハイリキ」（1991年 - 1992年）
- 日産自動車「ミストラル」CM（1995年）

## タイアップ
| 年     | 曲名                                   | タイアップ                                                                       |
| ------ | -------------------------------------- | -------------------------------------------------------------------------------- |
| 1988年 | Try And Try Again                      | 横浜ゴム「インテック」CMソング                                                   |
| 1989年 | On The Crazy Street (English version)  | 東映配給映画『もっともあぶない刑事』挿入歌                                       |
| 1990年 | Hey, Dreamer                           | 横浜ゴム「ADVAN」CMソング                                                        |
| 1990年 | Friend                                 | NTT青森 CMソング                                                                 |
| 1990年 | 迷いの要塞〜Heart to Heart〜           | NTT青森 CMソング                                                                 |
| 1991年 | Livin' For The Beat                    | 「クライテリア」CMソング                                                         |
| 1991年 | La La La                               | TBS系『世界ふしぎ発見』エンディングテーマ                                        |
| 1991年 | Find It (In Your Heart) 〜初夏の印象〜 | 花王「ビオレU」CMソング                                                          |
| 1991年 | With You                               | 東洋醸造「チューハイ ハイリキ」CMソング                                          |
| 1992年 | Hold On                                | TBS系『素敵な恋をしてみたい』エンディングテーマ                                  |
| 1992年 | Hold On                                | フジテレビ系『ねるとん紅鯨団』エンディングテーマ                                 |
| 1992年 | Rise                                   | 東洋醸造「チューハイ ハイリキ」CMソング                                          |
| 1993年 | Will                                   | 住友グループ企業CMソング                                                         |
| 1993年 | Encounter I                            | スズキ「エスクード ノマド」CMソング                                              |
| 1993年 | With You                               | 後楽園ゆうえんち「ルナパーク」CMソング                                           |
| 1993年 | 離れずに暖めて                         | TBS系『ムーブ』エンディングテーマ                                                |
| 1993年 | Our Way To Love                        | 明治乳業「旬のフルーツゼリー」CMソング                                           |
| 1994年 | Find It (In Your Heart) 〜初夏の印象〜 | 青森県観光PR CMソング                                                            |
| 1994年 | Joy                                    | ハウステンボス 夏のキャンペーンCMソング                                          |
| 1994年 | 風に抱かれて                           | 後楽園ゆうえんち「ルナパーク」CMソング                                           |
| 1994年 | 愛を止められない                       | コクド「糠平温泉スキー場」「鯵ケ沢スキー場」「六日町八海山スキー場」CMソング     |
| 1994年 | 愛を止められない                       | 大鰐温泉スキー場 CMソング                                                        |
| 1994年 | 愛を止められない                       | かぐら・みつまたスキー場 CMソング                                                |
| 1994年 | 愛を止められない                       | 日産自動車「ラルゴ」CMソング                                                     |
| 1995年 | 素晴らしい夢の中で                     | 日産自動車「ミストラル」CMソング                                                 |
| 1995年 | みつめる愛で                           | テレビ朝日系『リングの魂』オープニングテーマ                                     |
| 1995年 | 心の扉                                 | NHK ｢衛星放送&Hi-Vision｣ イメージソング                                          |
| 1995年 | Spirit Of Love                         | かぐら・みつまたスキー場 CMソング                                                |
| 1995年 | Spirit Of Love                         | コクド企業CMソング                                                               |
| 1996年 | My Desire 〜冬を越えて〜               | 日産自動車「ラルゴ ハイウェイスター」CMソング                                    |
| 1996年 | Spirit Of Love                         | フジテレビ系『猛烈アジア太郎』エンディングテーマ                                 |
| 1996年 | The Light Is you                       | 金沢信用金庫 CMソング                                                            |
| 1996年 | The Light Is you                       | TBS系『川柳役者』エンディングテーマ                                              |
| 1997年 | 君の風                                 | 全国宅地建物取引業保証協会イメージCMソング                                       |
| 1997年 | 君の風                                 | テレビ東京系『サッカーTV』エンディングテーマ                                     |
| 1997年 | Skylark                                | アサヒ飲料「バヤリース」CMソング                                                 |
| 1997年 | Seasons Of Change                      | 日本テレビ系『TVおじゃマンモス』エンディングテーマ                               |
| 1997年 | Real Life                              | 日本テレビ系『スポーツうるぐす』テーマソング                                     |
| 1998年 | Home Town                              | 青森市制100周年記念イメージソング                                                |
| 1998年 | Home Town                              | テレビ朝日系『グルメな冒険 お願い!リストランテ』エンディングテーマ               |
| 1998年 | Firecracker                            | 日本テレビ系スペシャルドラマ『あぶない刑事フォーエヴァー TVスペシャル'98』主題歌 |
| 1998年 | Firecracker                            | 東映配給映画『あぶない刑事フォーエヴァー THE MOVIE』主題歌                       |
| 2000年 | One Day                                | テレビ朝日系『朝だ!生です旅サラダ』エンディングテーマ                            |
| 2001年 | (They Long to Be) Close to You         | TBS系『ブロードキャスター』エンディングテーマ                                    |
| 2001年 | 魔力                                   | 日本テレビ系『ビューティ7』イメージソング                                        |
| 2002年 | 回想の詩                               | JSB『TOYD』エンディングテーマ                                                    |
| 2002年 | 回想の詩                               | フジテレビ系『ウチくる!?』エンディングテーマ                                     |
| 2003年 | Borderland                             | TBS系『ジャスト』エンディングテーマ                                              |
| 2003年 | The Love We Make                       | 日本デジタル研究所「JDL IBEX 出納帳」CMソング                                    |
| 2003年 | In The Rhythm                          | ミズノ「スーパースター」CMソング                                                 |
| 2003年 | Hello                                  | テレビ朝日系『菊次郎とさき』テーマソング                                         |
| 2003年 | Love Express                           | シャディ CMソング                                                                |
| 2003年 | キミといれば                           | TBS系『はなまるマーケット』エンディングテーマ                                    |
| 2011年 | Dearest                                | 日本テレビ系『TheサンデーNEXT』エンディングテーマ                                |
| 2016年 | 風が吹いた日                           | TBS系『噂の!東京マガジン』エンディングテーマ                                     |
| 2017年 | 6月の青い空                            | ユニバーサルコネクト配給映画『Music of My Life』主題歌                           |
| 2017年 | 闇に咲く花 〜The Catastrophe〜         | 読売テレビ・日本テレビ系 木曜ドラマF『ブラックリベンジ』主題歌                   |
| 2019年 | Spiral                                 | テレビ東京系 ドラマBiz『スパイラル〜町工場の奇跡〜』主題歌                       |

## エピソード
- 現メンバーは青森県の現・青森市（西村は旧・浪岡町）出身の幼なじみで、佐藤と西村は幼稚園から、西村と藤田は小学校から、佐藤と藤田は高校1年からの友達。
- デビュー・アルバムは当初船山基紀主導で制作され、トラックダウン寸前まで出来上がったが、メンバーの意見によりその音源はお蔵入りとし、新しく録り直している[19]。
- 「Rise」は発表当時佐藤がレギュラーをしていたラジオ番組（TOKYO FM系『旭化成 CATCH THE POP』）の企画から生まれた。同局でラジオのレギュラー（『スーパーFMマガジン 中村正人のNORU SORU』）を担当していたDREAMS COME TRUEの中村正人との「どちらがシェリル・リンの「Got to be real」を元ネタにしてよりよい名曲を作れるか」という勝負。この時にドリカム側が作った曲は「決戦は金曜日」である。
- 1991年に発売された秋元康プロデュースのビデオ映画『平成恋愛大図鑑 日本一パンツを脱がない男』（主演：小園浩己）で音楽を担当し、器楽曲ヴァージョンも含め、全編彼らの楽曲が使用された。
- 1995年に発表された「Spirit Of Love」は、もともとは親交のあった騎手・武豊の結婚式に際して書き下ろされた楽曲である[20]。
- 1998年にコスモ アースコンシャス アクト アースデー・コンサートでダリル・ホール&ジョン・オーツと共演。「Mercy Mercy Me (The Ecology)」をセッションした。